# Baloži

Baloži (en allemand : Rollbusch) est une ville de la région de Vidzeme en Lettonie. Elle fait partie du Ķekavas novads et est éloignée de 8 km de Ķekava et de 12 km de Riga. Elle a acquis le statut de ville le 14 novembre 1991.
La ville comptait 5 665 habitants pour une superficie de 6,7 km2 en 2011. En 2015, sa population a augmenté jusqu'à 6 185 habitants.

## Géographie

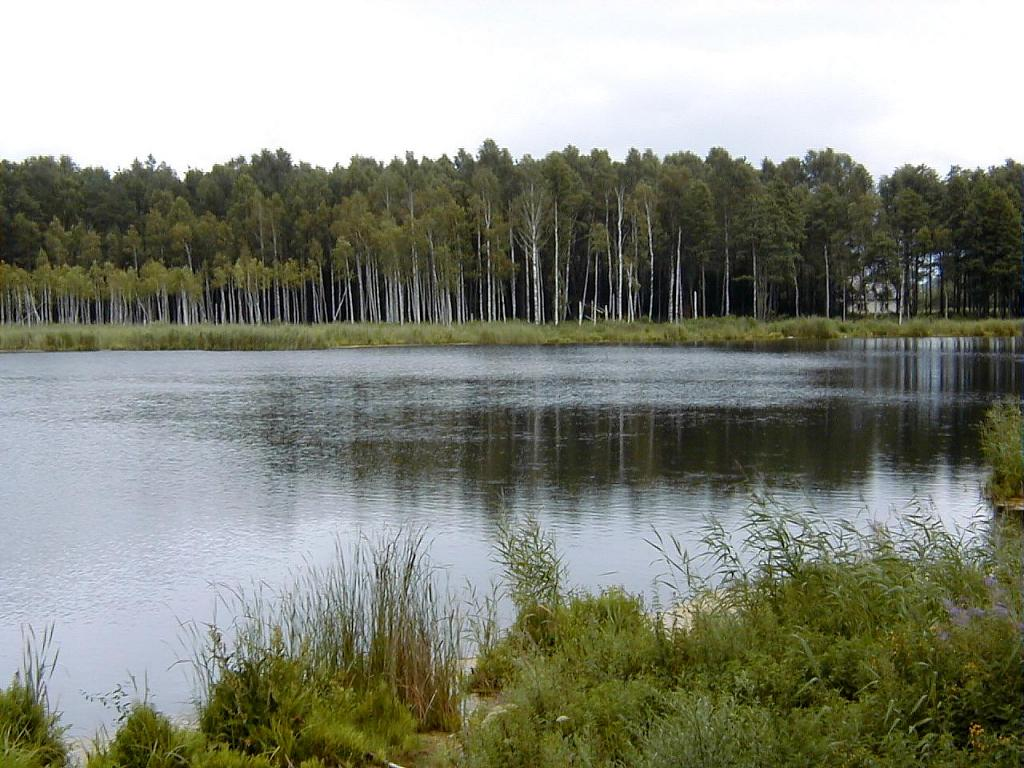
Lac Titurgas ezers.

La ville est située sur la pleine Tīreļu līdzenums. Son altitude généralement ne dépasse pas 10 mètres à l'exception de quelques dunes dont la plus grande est le Mūles kalns (26 m). A l'ouest s'étend le marécage Mēdemu purvs. La partie ouest de l'agglomération empiète sur le marécage Cālīšu purvs. Plusieurs lacs se trouvent sur son territoire dont le plus grand est le Tīturgas ezers (12 ha, appelé également Mūlskalna ezers ou Mūlkalna ezers) où prend sa source le cours d'eau Titurga qui se jette dans la Sausā Daugava 8 km plus loin. 7,59% de territoire de la ville est couverts de forêt, principalement composée de pins. Les terres agricoles occupent 30,25% (204 ha).